# Венис (Флорида)
Венис (енгл. Venice) град је у америчкој савезној држави Флорида. По попису становништва из 2010. у њему је живело 20.748 становника.

## Демографија
Према попису становништва из 2010. у граду је живело 20.748 становника, што је 2.984 (16,8%) становника више него 2000. године.
| Група             | 2000.          | 2010.          |
| Белци             | 17.299 (97,4%) | 19.762 (95,2%) |
| Афроамериканци    | 97 (0,5%)      | 125 (0,6%)     |
| Азијати           | 72 (0,4%)      | 154 (0,7%)     |
| Хиспаноамериканци | 195 (1,1%)     | 551 (2,7%)     |
| Укупно            | 17.764         | 20.748         |